# Glory Hole

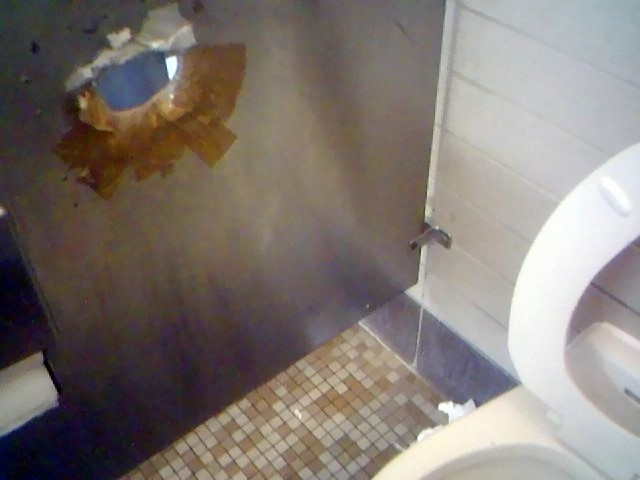
Glory Hole в туалеті.

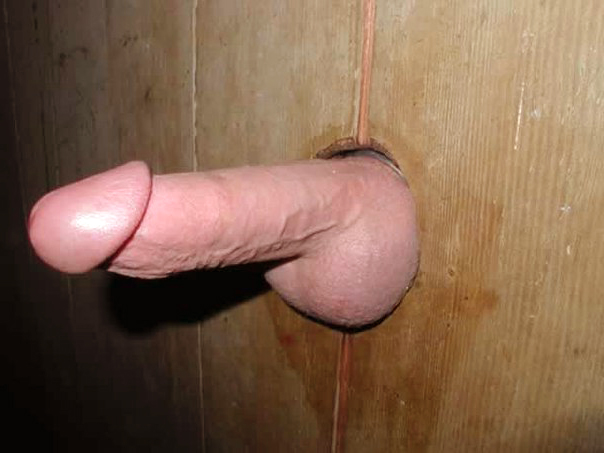
Пеніс в glory hole

Glory Hole (від англ. glory — слава, гордість, захват; англ. hole — діра, отвір) — отвір у стіні для пеніса, який використовують із метою вчинення анонімних сексуальних контактів.

## Термін
В англійській сленговій мові терміном glory hole позначається отвір у стіні між приватними відео-кабінами в секс-кінотеатрі або між кабінками в громадських туалетах, призначений для анонімних сексуальних контактів, в першу чергу — між чоловіками.
Саме словосполучення glory hole в англійській мові має й інші значення та позначає, наприклад, комору для звалища непотрібного сміття або оглядове вікно в скловарній печі.

## Призначення та використання
Glory hole виникли в гомосексуальному середовищі в часи кримінального переслідування геїв. Сьогодні, коли великий розвиток отримали знайомства через інтернет, glory hole втратили своє значення, ними користуються, зазвичай, лише чоловіки, які заперечують свою гомосексуальність і тому віддають перевагу задовольняти свої таємні бажання за допомогою анонімних контактів, при яких вони можуть не показувати своє обличчя; а також чоловіки, які не витримують конкуренції при інших способах пошуку партнера в силу своєї непривабливості, віку та інших причин. Для деяких чоловіків такий вид сексу носить характер сексуальної субкультури.
Glory hole найчастіше знаходяться в громадських туалетах (наприклад, на вокзалах, в бібліотеках, в університетах, на паркувальних та заправних станціях) або в відео-кабінах в секс-шопах. Такі дірки проламуються підручними засобами та служать для анонімних сексуальних контактів — в першу чергу для мінета, а також для проникаючих (вагінальних та анальних) контактів. Крім того, через такі діри свій інтерес можуть задовольняти та вуаєристи. Сцени з використанням glory hole часто є сюжетами порнографічних фільмів. Останнім часом glory hole вийшли за межі гомосексуальної субкультури. Вони трапляються, наприклад, в свінг-клубах та секс-кінотеатрах, які відвідуються і жінками.
В австрійській столиця Відні glory hole використовуються в так званих «Секс-кабінах», в яких свої послуги пропонують повії. Секс-кабіни розташовуються в спеціальному приміщенні, розділеному перегородками з дірами, розташованими на рівні геніталій. На рівні плечей при цьому часто організується демонстрація порнофільмів.

## Юридичні та медичні проблеми
Публічний секс будь-якого роду є незаконним у багатьох країнах світу, а поліція як і раніше використовується в цілях забезпечення дотримання таких законів. Побічними особистими наслідками для учасників glory hole є публічне приниження в пресі і судимість. Потенційними ризиками є побиття геїв, грабіж, і навіть тілесні ушкодження. З міркувань особистої безпеки, а також етикету, люди, зазвичай, чекають сигнал від пасивного партнера, перш ніж вставити будь-яку частину своїх геніталій через glory hole.
Подібного роду анонімні сексуальні контакти надзвичайно небезпечні, оскільки несуть великі ризики зараження хворобами, що передаються статевим шляхом, особливо у випадку незахищеного сексу без використання презервативів.